# Atlantic Beach (Nova Iorque)
Atlantic Beach é uma aldeia na vila de Hempstead no Condado de Nassau, na parte sudoeste de Long Island, no estado norte-americano de Nova Iorque. Possui quase 2 mil habitantes, de acordo com o censo nacional de 2020.
A Aldeia de Atlantic Beach está localizada em Long Beach Barrier Island, uma das ilhas de barreira externa compartilhada com Long Beach, East Atlantic Beach, Lido Beach e Point Lookout.
Ao norte, Atlantic Beach faz fronteira com Reynolds Channel e East Rockaway Inlet. Atlantic Beach é o lar do clube de praia mais antigo dos Estados Unidos, o Lawrence Beach Club.
Durante os meses de verão, a população aumenta aos milhares à medida que as pessoas tomam as praias e os moradores de verão se mudam. Os residentes de Atlantic Beach podem obter passes de temporada e acessar as praias através de nove entradas. Foi descrita como o "paraíso genuíno da 'Old New York'".

## Geografia
De acordo com o Departamento do Censo dos Estados Unidos, a aldeia tem uma área de 2,6 km², dos quais 1,1 km² estão cobertos por terra e 1,5 km² (57,0%) por água.

## Demografia
Desde 1970, o crescimento populacional médio, a cada dez anos, é de 1.1%.

### Censo 2020
Segundo o censo nacional de 2020, a sua população é de 1 707 habitantes e sua densidade populacional de 1 500,5 hab/km². Houve um decréscimo populacional na última década de -9,7%.
Possui 1 046 residências que resulta em uma densidade de 919,5 residências/km² e uma redução de -4,1% em relação ao censo anterior. Deste total, 27,1% das unidades habitacionais estão desocupadas. A média de ocupação é de 2,2  pessoas por residência.
A renda familiar média é de 131 250 dólares e a taxa de emprego é de 58,2%.